# Vyšný Žipov
Vyšný Žipov és un poble i municipi d'Eslovàquia. Es troba a la regió de Prešov, al nord del país.

## Història
La primera referència escrita de la vila data del 1363.

## Demografia
| Godina             | 1994 | 2004   | 2014   | 2024   |
| ------------------ | ---- | ------ | ------ | ------ |
| Nombre de persones | 1165 | 1211   | 1173   | 1164   |
| Diferència         |      | +3,94% | −3,13% | −0,76% |

| Godina             | 2023 | 2024   |
| ------------------ | ---- | ------ |
| Nombre de persones | 1151 | 1164   |
| Diferència         |      | +1,12% |